# Toyota Aygo
Toyota Aygo je malý automobil, určený především pro městský provoz, vyráběný mezi roky 2005 a 2021. Všechna Ayga byla vyráběna ve výrobním závodě Toyota Motor Manufacturing Czech Republic v průmyslová zóna Kolín-Ovčáry). Vyráběny byly společně s příbuznými modely Peugeot 107, Peugeot 108 a Citroën C1, od kterých se lišily jen mírně odlišným designem. Poprvé bylo Aygo veřejnosti představen na autosalónu v Ženevě roku 2005. Druhá generace byla vyráběna od roku 2014.
Výrobní závod v Ovčárech-Kolíně byl výsledkem spolupráce automobilek Peugeot, Citroën (obě z koncernu Groupe PSA) a Toyoty. Firmy založily společní joint venture podnik TPCA (Toyota Peugeot Citroën Automobile). K 1. lednu 2021 se výlučným vlastníkem závodu stala firma Toyota, nicméně vozy Peugeot a Citroën zde vznikaly až do ledna 2022.  Nástupcem je model Aygo X, vyráběný taktéž v Ovčárech. 
Zatímco v České republice je z trojice kolínských modelů nejméně prodávaný, v Německu je s výrazným odstupem nejprodávanější.

## Motory
Pro Toyotu Aygo jsou určeny dva motory – litrový tříválec Toyota a čtyřválcový turbodiesel 1,4 HDI koncernu Groupe PSA.
| Model                |  | 1.4 HDI          | 1.0 12V               |
| -------------------- |  | ---------------- | --------------------- |
| Uspořádání válců     |  | 4 v řadě         | 8V                    |
| Druh motoru          |  | turbodiesel      | benzínový             |
| Objem (cm³)          |  | 1.398            | 998                   |
| Výkon (kW)           |  | 40 při 4000 ot.  | 50 při 9000 ot.       |
| Kroutící moment (Nm) |  | 130 při 1750 ot. | 93 při 3600 ot.       |
| Nejvyšší rychlost    |  | 174 km/h         | 157 km/h              |
| Zrychlení 0–100 km/h |  | 16,8 s           | 14,2/14,9 s           |
| Kombinovaná spotřeba |  | 4,1 l/100 km     | 4,6 l/10 km           |
| Emise CO2            |  | 109 g/km         | 1209 g/m              |
| Hmotnost             |  | 955/965 kg       | 895/905 (900/910*) kg |

Pozn.: * s automatickou převodovkou MMT

## Statistika registrací

### Registrace v ČR
| Rok  | registrace OA | z toho benzín | z toho diesel | registrace LUV | z toho benzín | z toho diesel | celkem OA+LUV |
| 2005 | 120           | 120           | 0             | -              | -             | -             | 120           |
| 2006 | 407           | 406           | 1             | -              | -             | -             | 407           |
| 2007 | 413           | 412           | 1             | -              | -             | -             | 413           |

Zdroj: SDA-CIA

### Registrace v Německu
- 2005 –  4960
- 2006 –  17120
- 2007 –  16319

Zdroj: Kraftfahrt-Bundesamt